# Roma - Collettivo Soleluna
Roma - Collettivo Soleluna è il primo e unico album del Collettivo Soleluna, di cui Lorenzo Cherubini, in arte Jovanotti, è uno dei componenti. Se si considerasse come un album di Jovanotti, sarebbe il suo tredicesimo.

## Tracce
1. A vida (Roma) - 3:13
2. Povero cuore mio - 7:55
3. Do d'freak - 3:57
4. Que te vaja bien - 11:27
5. I feel so lonely - 5:49
6. Si fondono - 5:00
7. Io lo sapevo - 5:49
8. La panamericana - 9:01
9. Il pitecantropo - 11:41
10. Juan johann - Scritta e interpretata unicamente da Giovanni Allevi. - 2:30

## Formazione
- Jovanotti - direzione band, voce, sintetizzatore
- Saturnino - basso, chitarra elettrica, cavaquinho, cori
- Riccardo Onori - chitarra elettrica e acustica, basso, cori
- Giovanni Allevi - pianoforte, tastiere, celesta, organo Hammond, rhodes
- Gianni Morandi - cori
- Pier Foschi - batteria, cori
- Ernesttico Rodriguez - percussioni, vibrafono, cori
- Peu Meurray - percussioni, voce solista in A vida (Roma), cori
- Boghan Costa - percussioni
- Dario Cecchini - sax baritono
- Piero Odorici - sax alto, sax tenore
- Marco Tamburini - tromba, arrangiamento fiati
- Luca Marianini - tromba, flicorno
- Giuseppe Di Benedetto - trombone